# Liste der Monuments historiques in Talence
Die Liste der Monuments historiques in Talence führt die Monuments historiques in der französischen Gemeinde Talence auf.

## Liste der Bauwerke
| Bezeichnung         | Beschreibung | Standort | Kennzeichnung | Schutzstatus | Datum | Bild           |
| ------------------- | ------------ | -------- | ------------- | ------------ | ----- | -------------- |
| Schloss Belair      |              | (Lage)   | PA33000130    | Inscrit      | 2009  |                |
| Schloss Margaut     |              | (Lage)   | PA00083844    | Inscrit      | 1958  | weitere Bilder |
| Schloss Peixotto    |              | (Lage)   | PA00083845    | Inscrit      | 1935  | weitere Bilder |
| Schloss Prince Noir |              | (Lage)   | PA00083846    | Inscrit      | 1984  | weitere Bilder |
| Schloss Raba        |              | (Lage)   | PA00083847    | Classé       | 2007  | weitere Bilder |
| Pfarrhaus           |              | (Lage)   | PA00083895    | Inscrit      | 1990  |                |

## Liste der Objekte
- Monuments historiques (Objekte) in Talence in der Base Palissy des französischen Kultusministeriums